# Vividoras del amor
Vividoras del amor es un óleo realizado por el pintor español Julio Romero de Torres en 1906. Sus dimensiones son 129,5 × 182,9 cm.
Esta obra fue presentada por su autor a la Exposición Nacional de 1906, pero fue rechazada al ser considerada por el jurado como inmoral. Representa a cuatro mujeres en un prostíbulo esperando la llegada de clientes.
La disposición de las modelos retratadas semeja una escalera, resultando la posición de las respectivas cabezas una sobre otra. Metáfora evidente, pues tras las modelos el pintor dibuja una escalera de obra sin barandilla y esquinada.
La obra pertenece a los Fondos de Arte de la Caja de Las Palmas de Gran Canaria y se expone en el Museo de la Casa de Colón, en Las Palmas de Gran Canaria.